# Trying
Trying ou La Vie d'adulte au Québec est une série télévisée comique américaine et britannique créée par Andy Wolton, et diffusée depuis le 1er mai 2020 sur Apple TV+,.

## Synopsis
Nikki et Jason désirent plus que tout devenir parents. Afin de réaliser enfin leur rêve, ils décident d'adopter mais vont devoir faire face à toute une liste de nouveaux défis qui accompagnent le processus d'adoption…

## Fiche technique
- Création : Andy Wolton
- Réalisation : Jim O'Hanlon
- Production : Chris Sussman et Emma Lawson

## Distribution

### Acteurs principaux
- Rafe Spall (VF : Pierre Tessier) : Jason Ross
- Esther Smith (VF : Edwige Lemoine) : Nikki Newman
- Oliver Chris (VF : Eilias Changuel) : Freddy
- Sian Brooke (VF : Valérie Siclay) : Karen Newman
- Darren Boyd (VF : Emmanuel Curtil) : Scott Filburt
- Ophelia Lovibond (VF : Ariane Aggiage) : Erica

### Acteurs récurrents
- Robyn Cara (en) (VF : Kelly Marot) : Jen
- Phil Davis (VF : Patrick Raynal) : Victor « Vic » Ross
- Imelda Staunton (VF : Béatrice Delfe) : Penny
- Eden Togwell : Princesse
- Paula Wilcox (en) (VF : Blanche Ravalec) : Sandra Ross
- Marian McLoughlin (en) (VF : Sylvie Genty) : Jilly Newman
- Mickey McAnulty : Tyler
- Roderick Smith (VF : Vincent Violette) : John Newman
- Ava Talbot (VF : Anouk Petitgirard) : Lauren
- Ciara Baxendale (en) : Amy
- Fola Evans-Akingbola (en) (VF : Aurélie Konaté) : Harper

Version française
- Société de doublage : Dubbing Brothers
- Direction artistique : Hervé Rey (saisons 1 et 2) puis Alexis Tomassian (à partir de la saison 3)
- Adaptation : Caroline Vandjour, Rachel Campard, Sandrine Opter, Nathalie Sanjosé

 Source et légende : version française (VF) sur RS Doublage

## Épisodes

### Première saison (2020)
La première saison est composée de huit épisodes, dont l'intégralité a été mise en ligne le 1er mai 2020.
1. Nikki et Jason (Nikki and Jason)
2. L'Ex-copine (The Ex-Girlfriend)
3. Apprendre, c'est la vie (Tickets for a Queue)
4. De grands enfants (Rainbow Castle People)
5. Les Enfants des autres (Someone Else's Kids)
6. Montrez-moi de l'amour (Show Me the Love)
7. Réunion de famille (Good Old Family Map)
8. Par ici la sortie (We Know the Way Out)

### Deuxième saison (2021)
Le 15 mai 2020, la série est renouvelée pour une deuxième saison. Elle commença sa diffusion le 21 mai 2021 avec deux épisodes le reste de la saison sort à raison d'un épisode par semaine.
1. Un gentil garçon (A Nice Boy)
2. Le Soleil dans le dos (The Sun on Your Back)
3. Grosses têtes (Big Heads)
4. Hélicoptères (Helicopters)
5. Dingue et adorable (Maddest Sweetest Thing)
6. Un chemin semé d'embûches (A Long Way Down)
7. L'union fait la force (Lift Me Up)
8. J'ai peur (I'm Scared)

### Troisième saison (2022)
La série a reçu son renouvellement officiel le 24 mars 2021, en même temps que l'annonce de la date de diffusion de la seconde saison. Composée de huit épisodes, elle a commencé sa diffusion le 22 juillet 2022.
1. Bienvenue chez nous (Home)
2. Le Cercle (The Circle)
3. Que le meilleur gagne (Capture the Flag)
4. Pas à pas (Little Steps)
5. Chacun son camp (Pick a Side)
6. Les Sentiments, c'est nul (Feelings Are the Worst)
7. Sacré banquier (What a Banker)
8. La Fin du début (The End of the Beginning)

### Quatrième saison (2024)
Le 30 août 2022, la série est renouvelée pour une quatrième saison, diffusée à partir du 22 mai 2024.
1. Le Grand départ (The Send-Off)
2. Sortie surprise (Ghosting)
3. Meurtre au manoir de Slaughterbridge (Murder at Slaughterbridge Manor)
4. Virée entre filles (Road Trip)
5. La Fête des mères (Mother's Day)
6. Course contre la montre (Airport Run)
7. Faux-semblants (White Lies)
8. Scott de l'Atlantique (Scott of the Atlantic)

## Accueil
La série est dans l'ensemble bien accueillie avec de bonnes critiques, notamment dû à son humour et à sa légèreté.